# المعهد الوطني للبريد والمواصلات
المعهد الوطني للبريد والمواصلات (بالفرنسية Institut national des postes et télécommunications - INPT) هو مدرسة مهندسين متعددة الاختصاصات بالمغرب أنشأت سنة 1961. يقع المعهد في العاصمة الرباط.
يتخرج من المعهد الوطني للبريد والمواصلات كل سنة حوالي 200 طالب بدرجة «مهندس دولة» و يعملون في تخصصات متعددة ترتبط أساسا بمجال الاتصالات والتكنلوجيات الحديثة.